# ضاحية وانيكا

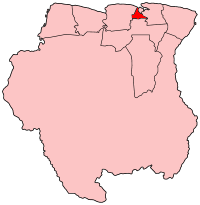
خريطة سورينام تبين موقع ضاحية وانيكا

ضاحية وانيكا هي اٍحدى ضواحي سورينام، عاصمة الضاحية هي ليليدورب.
يبلغ عدد سكان الضاحية 76.320 نسمة وتقدر مساحتها ب 444 كم2. بكثافتها السكانية العالية تعتبر وانيكا اٍحدى أكبر ضواحي سورينام سكانا وتحضرا.
عاصمة الضاحية كانت تسمى في الأصل كوفيدجومبو، تم تغيير اسمها في عام 1905 لاٍسم المهندس الهولندي كورنيليس ليلي، الذي كان مسؤول عن مشاريع بناء ضخمة في الأراضي المنخفضة وكان حاكم سورينام أيضا.
البابايا و القمح هي المحاصيل الرئيسية التي تزرع في وانيكا. في الآونة الأخيرة، تم اكتشفت النحاس في ضاحية وانيكا.

## منتجعات ضاحية وانيكا

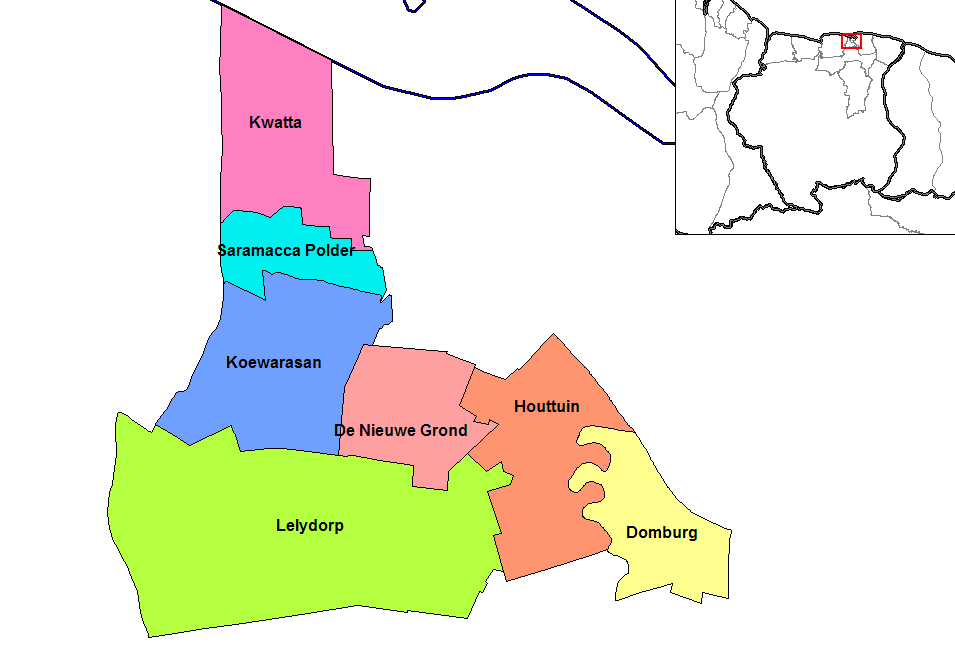
منتجعات ضاحية وانيكا

تضم الضاحية 7 منتجعات هي:
- غروند الجديدة
- دومبورغ
- هوتوين
- كويوأراسان
- كواتا
- ليليدورب
- ساراماكايولدر